# Quận Camden, Georgia
Quận Camden là một quận trong tiểu bang Georgia, Hoa Kỳ. Quận lỵ đóng ở thành phố Woodbine 6. Theo điều tra dân số năm 2000 của Cục điều tra dân số Hoa Kỳ, quận có dân số 43.664 người 2. Năm 2007, ước tính dân số của quận là 48.689 người..

## Thông tin nhân khẩu
Theo điều tra dân số 2 năm 2000, đã có 43.664 người, 14.705 hộ gia đình, và 11.381 gia đình sống trong quận. Mật độ dân số là 69 người cho mỗi dặm vuông (27/km ²). Có 16.958 đơn vị nhà ở với mật độ trung bình là 27 cho mỗi dặm vuông (10/km ²). Cơ cấu chủng tộc của quận gồm 75,04% người da trắng, 20,11% da đen hay Mỹ gốc Phi, 0,49% người Mỹ bản xứ, 1,01% người châu Á, 0,08% người đảo Thái Bình Dương, 1,37% từ các chủng tộc khác, và 1,88% từ hai hoặc nhiều chủng tộc. 3,63% dân số là người Hispanic hay Latino thuộc chủng tộc nào.
Có 14.705 hộ, trong đó 46,80% có trẻ em dưới 18 tuổi sống chung với họ, 62,20% là các cặp vợ chồng sống với nhau, 11,70% có chủ hộ là nữ không có mặt chồng, và 22,60% là không lập gia đình. 17,70% của tất cả các hộ gia đình đã được tạo thành từ các cá nhân và 4,00% có người sống một mình 65 tuổi trở lên đã được người. Bình quân mỗi hộ là 2,84 và cỡ gia đình trung bình là 3,22.
Độ tuổi dân cư quận với 31,70% ở độ tuổi dưới 18, 12,90% 18-24, 33,90% 25-44, 16,30% 45-64, và 5,20% 65 tuổi trở lên. Tuổi trung bình là 28 năm. Cứ mỗi 100 nữ có 107,00 nam giới. Cứ mỗi 100 nữ 18 tuổi trở lên, đã có 108,50 nam giới.
Thu nhập trung bình cho một hộ gia đình trong quận đã được $ 41.056, và thu nhập trung bình cho một gia đình là $ 45.005. Nam giới có thu nhập trung bình $ 31.582 so với 22.104 $ cho phái nữ. Thu nhập bình quân đầu người đã là 16.445 USD. Giới 8,40% gia đình và 10,10% dân số sống dưới mức nghèo khổ, trong đó có 11,30% những người dưới 18 tuổi và 15,70% có độ tuổi từ 65 trở lên. 